# Сенилов, Владимир Алексеевич
Влади́мир Алексе́евич Сени́лов (9 (21) июля 1875 года,  Вятка — 18 сентября 1918 года, Петроград) — русский композитор.

## Биография
С детства обучался игре на фортепиано и флейте. Учился на юридическом факультете Петербургского университета, который окончил в 1899 году. В 1899—1901 годах в Лейпциге был слушателем лекций X. Римана по теории музыки. С 1902 по 1906 год учился в Петербургской консерватории.

## Сочинения
- оперы:
  - «Георгий Храбрый» (текст А. М. Ремизова);
  - «Василий Буслаев» (музыкальная драма, на собственный текст);
  - «Ипполит» (по трагедии Эврипида).
- симфония;
- увертюра «Осенью»;
- симфонические поэмы:
  - «Дикие утки» (по Мопассану);
  - «Мцыри» (по одноимённой поэме М. Ю. Лермонтова)
  - «Пан»;
  - «Скифы»;
- поэма для виолончели и фортепиано;
- три струных квартета;
- около 90 романсов (на слова К. Д. Бальмонта, А. А. Блока, B. Я. Брюсова, Ф. К. Сологуба, Ф. Ницше, Ж. Ришпена, Г. Гейне и других).